# 埃屈利
埃屈利（法語：Écully，法語發音：[ekyli] ⓘ）是法国里昂大都会的一个市镇，属于里昂区。

## 地理
埃屈利（45°46'28"N, 4°46'39"E）面积8.45 平方千米，位于法国奥弗涅-罗讷-阿尔卑斯大区里昂大都会，后者为法国的一个特殊地位集体，自2015年脱离罗讷省成立，位于法国中东部，中心城市为里昂。
与埃屈利接壤的市镇（或旧市镇、城区）包括：塔桑拉德米吕讷、香槟欧蒙多尔、沙博尼耶尔莱班、达尔迪伊、里昂。
埃屈利的时区为UTC+01:00、UTC+02:00（夏令时）。

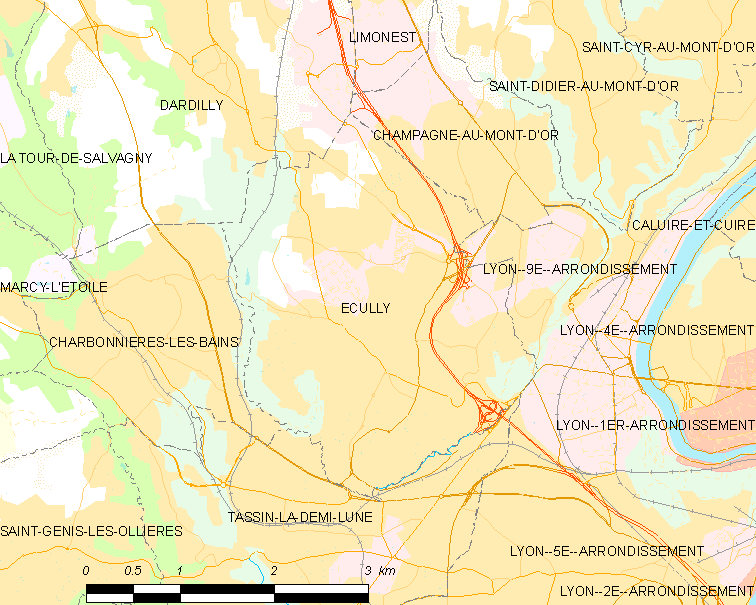
埃屈利的OSM定位图

## 行政
埃屈利的邮政编码为69130，INSEE市镇编码为69081。

## 政治
埃屈利的现任市长为塞巴斯蒂安·米歇尔（Sébastien Michel）先生，任期为2020-2026年。

## 人口

1962-2008年间埃屈利人口变化图示

埃屈利于2022年1月1日时的人口数量为18019人。